# Anna Kim
Anna Kim (* 10. září 1977, Tedžon) je rakouská spisovatelka jihokorejského původu. V roce 2012 se stala jednou z laureátek Ceny Evropské unie za literaturu.

## Život a dílo
Narodila se sice v Jižní Koreji, s rodinou avšak již jako dítě v roce 1979 odešla přes Německo do Rakouska. Na univerzitě ve Vídni posléze vystudovala divadelní vědu a filozofii. V roce 2004 pak uveřejnila svůj první román s názvem Die Bilderspur.

### Přehled děl v originále (výběr)
- Anatomie einer Nacht.[6] Berlin: Suhrkamp Verlag, 2012. 303 S.
- Invasionen des Privaten (2011)
- Die gefrorene Zeit (2008)